# Rathaus Tübingen

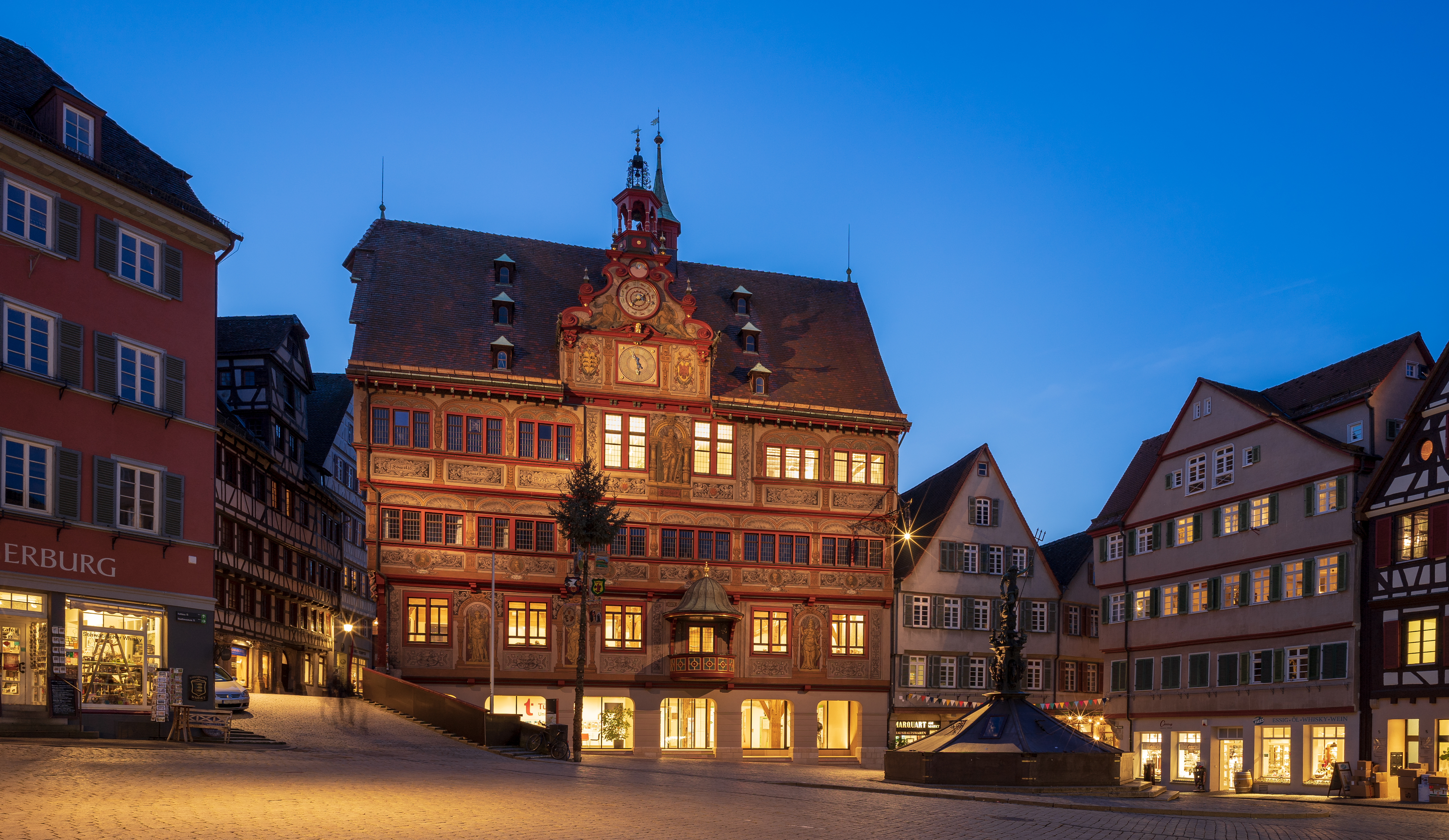
Rathaus in Tübingen

Das Tübinger Rathaus wurde ab 1435 erbaut und in mehreren Phasen erweitert und renoviert. Es diente ungefähr von 1471 bis 1805 als Sitz des Hofgerichts des Landes Württemberg. Neben Gerechtigkeitsbildern, Friesen und Sgraffito-Bemalungen enthält die Fassade eine astronomische Uhr. Das Gebäude hat eine Länge von ca. 20 Metern, ist ca. 15 Meter breit und hat bis zur Traufe eine Höhe von ca. 20, bis zum First von ca. 30 Metern.

## Geschichte

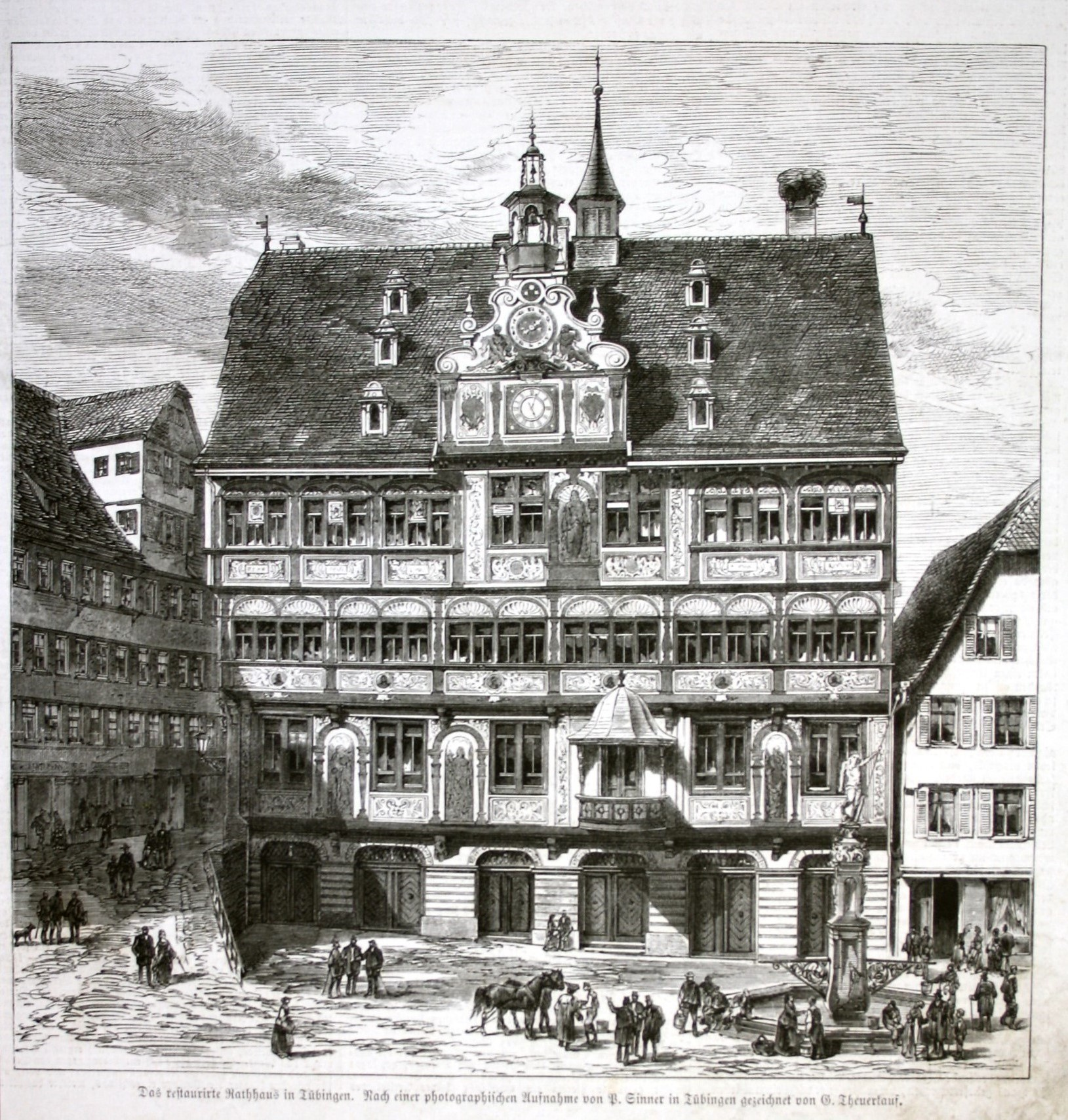
Das Tübinger Rathaus um 1877

Die Stadt Tübingen erwarb ab dem 28. Mai 1433 verschiedene Häuser am Marktplatz, um diese abzureißen und ab 1435 das Tübinger Rathaus, als zweistöckigen alemannischen Fachwerkbau, an deren Stelle zu erbauen. Das Stadtgericht Tübingens hielt seine Verhandlungen nach altem Brauch zunächst unter freiem Himmel ab, wahrscheinlich auf dem Marktplatz, verlegte seinen Sitz jedoch später ins Rathaus. Die erste bekannte Urkunde einer Gerichtsverhandlung im Rathaus stammt vom 19. September 1458. Offiziell dokumentiert wurde die Verlegung des Gerichts ins Rathaus durch eine Urkunde Kaiser Friedrichs III. vom 12. August 1471. Zwischen 1495 und 1496 erweiterte Graf Eberhard im Bart das Rathaus um ein Stockwerk, in dem sich der Gerichtssaal befand. 1508 folgte wahrscheinlich die Aufstockung eines dritten Obergeschosses. 1511 wurde die astronomische Uhr durch den Tübinger Professor Johannes Stöffler (1452–1531) konstruiert und angebracht, deren originales Zifferblatt im Stadtmuseum zu finden ist. Als Dank für die Haltung der Stadt Tübingen während des Aufstands des „Armen Konrads“, wurde Tübingen am 18. August 1514 zum Ständigen Sitz des Hofgerichts des Landes Württemberg bestimmt.
Der Keller des Rathauses stand dem Spital zur Verfügung, im Erdgeschoss waren bis ins 16. Jahrhundert ein Gefängnis, eine Bäckerei, eine Metzgerei und ein Zuchthäuslein untergebracht. 1548 erfolgte der Anbau eines Salzhauses, eine Erweiterung nach Westen und die Vergrößerung der Mittelfenster im dritten Obergeschoss. Im ersten Stock befindet sich der 1596 errichtete „Öhrn“, ein Empfangs- und Warteraum mit Holzgestaltungen aus dem 15. Jahrhundert, in dem wahrscheinlich auch Feste gefeiert wurden. Außerdem liegen dort die „Lederbühne“, ein Versammlungsort der Bürgerschaft, sowie Verkaufsräume von Gerbern und des Salzmagazins der Stadt. Zwei Jahre später erhielt das Rathaus zur Verschönerung einen Ziergiebel. Um 1600 wurde an der Südostecke eine Plastik in Form einer Bacchantin angebracht, welche trunken ihr Kleid hinter sich wirft und, nach St. Urban, dem Patron der Weingärtner, auf die Bedeutung des Marktplatzes als Umschlagplatz für Wein hinweist. 1668 fand der vorher in der kleinen und großen Gerichtsstube des ersten Stocks tagende Gemeinderat im Großen Sitzungssaal eine neue Bleibe.

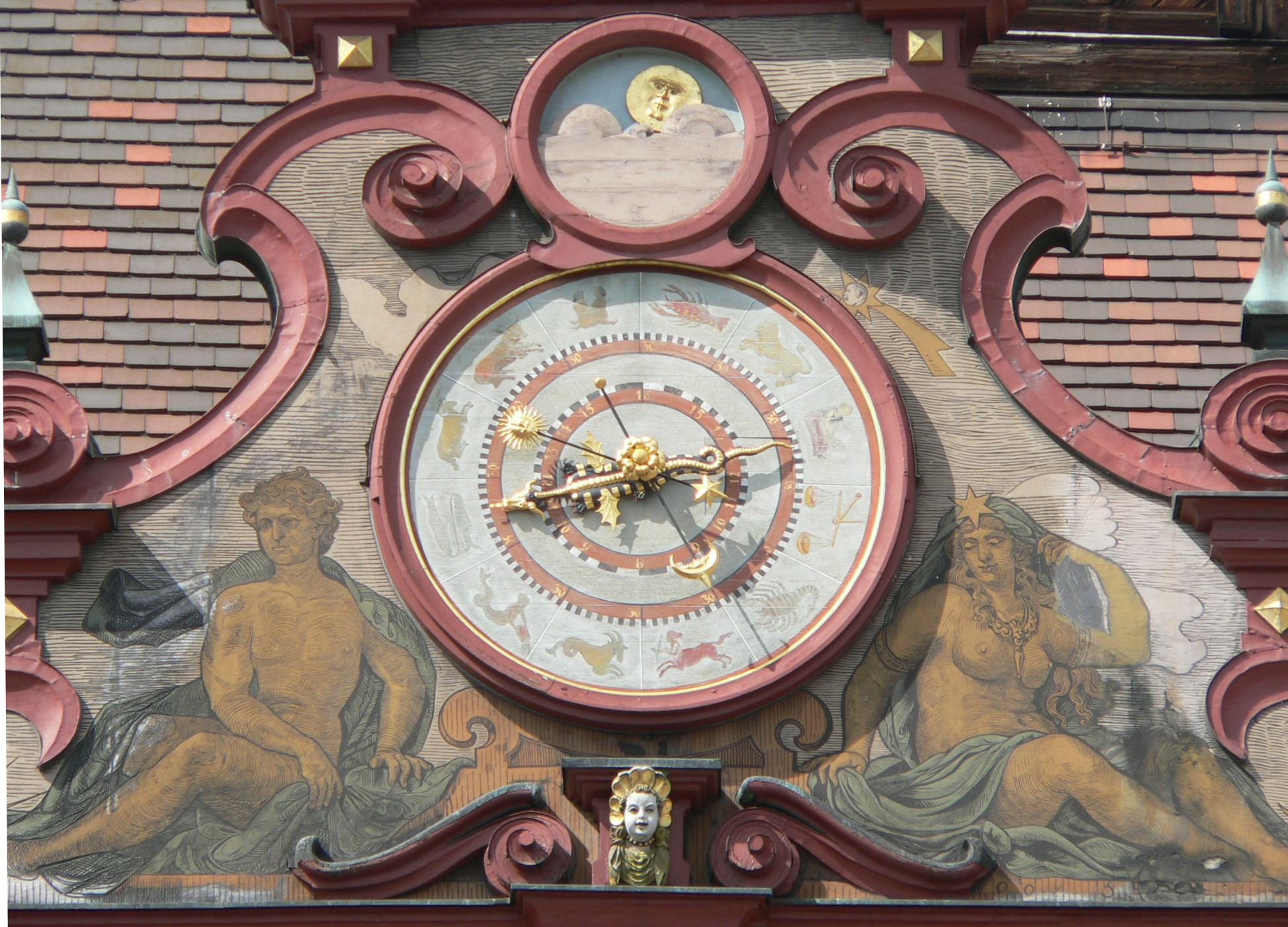
Zifferblatt der Astronomischen Uhr (2007)

Nach den Renovierungsarbeiten im Jahr 1698 wurde die kleine Gerichtsstube des Rathauses 1760 umgebaut und die Stuckdecke mit einer neuen Bemalung versehen. Am 30. März 1805 wurde das bisher im dritten Stock des Rathauses tagende Hofgericht des Landes Württemberg nach Stuttgart verlegt. Die 1511 erbaute astronomische Uhr befand sich bis 1849 neben der Rathauskanzlei und wurde danach in den Turm des Rathauses umgesetzt. 1876 erhielt die Fassade des Rathauses anlässlich des 400-jährigen Jubiläums der Tübinger Universität eine neue Sgraffito-Bemalung. Zwischen 1908 und 1909 entstand ein Erweiterungsbau im Westen, des Weiteren wurden die bis dahin vorhandene Außentreppe am Rathaus beseitigt und das Salzhaus in städtische Diensträume umgestaltet.
An einige noch während der Weimarer Republik demokratisch gewählte Gemeinderäte, die im Zuge der Machtergreifung 1933 durch die Nationalsozialisten gewaltsam aus ihrem Amt entfernt worden waren, erinnert die später im Tübinger Rathaus installierten Gedenktafel „Sie sind nicht vergessen“. Da auf der Tafel auch der Name von Otto Koch, eines späteren Mitgliedes der NSDAP aufgeführt ist, fand der Text in seiner derzeitigen Form allerdings nicht nur ungeteilten Zuspruch.
Nach dem Zweiten Weltkrieg wurde 1951 das Trauzimmer eingerichtet, das 1952 restauriert und durch den Universitätsprofessor Gert Biese mit einer Gruppe musizierender Figuren ausgestaltet wurde. Bei Renovierungsarbeiten im Jahr 1954 wurde die Fassadenmalerei der Giebelseite freigelegt. Der „Öhrn“ diente seit der Renovierung 1968 als Ratssaal und Veranstaltungsort der Tübinger Gemeinde. Im Rahmen der Umbauarbeiten von 1965 bis 1969 wurde auch das Treppenhaus des Rathauses erneuert. In den 1970er Jahren wurden bisher verwendete Holzsäulen durch Betonpfeiler ersetzt, wobei das Rathaus zur Sanierung angehoben und wieder gesenkt werden musste. Zwischen 1979 und 1983 wurden hinter dem Rathaus Neubauten für die Verwaltung errichtet und Renovierungen an verschiedenen Wohnhäusern durchgeführt.  Im Jahr 2012 begann für ca. 11 Millionen Euro eine erneute Sanierung des Rathauses, unter anderem wegen statischer Mängel, die durch frühere Sanierungsarbeiten entstanden waren. Außerdem wurden Decke und Möbel im ersten Stock erneuert, ein barrierefreier Zugangs eingerichtet und der CO2-Ausstoß verringert. Die Sanierung des Rathauses wurde am 28. November 2015 abgeschlossen. Der Sitzungssaal des Gemeinderats, Büros der Stadtverwaltung und das Trauzimmer werden weiterhin benutzt.

## Architektur

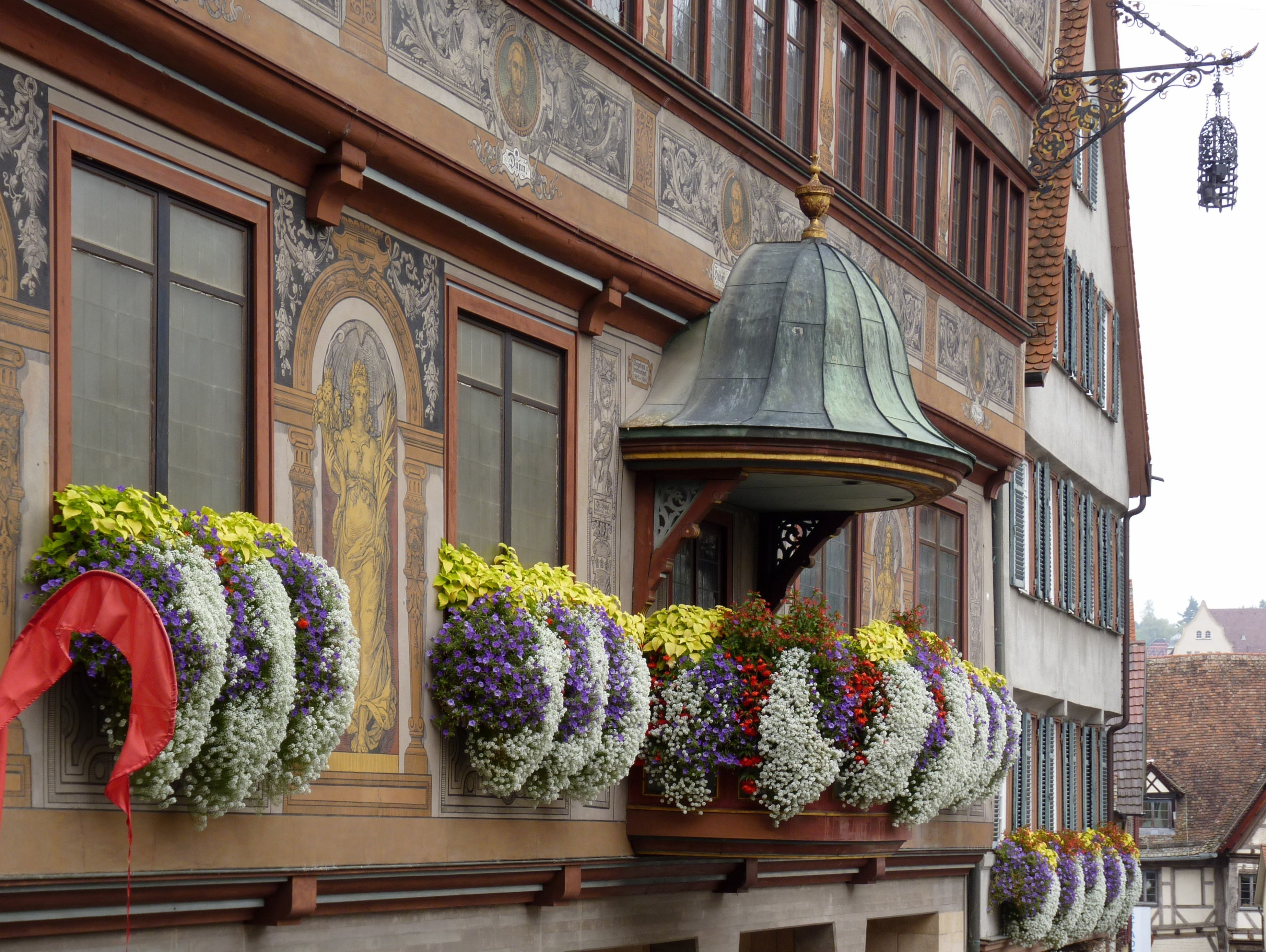
Verzierungen am Rathaus (2010)

Das Rathaus lässt am Aufbau des Giebels und Dachreiters, sowie am Anbau des Balkons Elemente des Barock erkennen, während im großen Saal Holzgestaltungen aus dem 15. Jahrhundert betrachtet werden können.
Der „Öhrn“ wurde im Jahre 1596 durch Jacob Züberlein (1556–1607) mit „Gerechtigkeitsbildern“ verschönert. Dabei orientierte sich Züberlein während seines Aufenthalts in Tübingen in den Jahren 1583 bis 1607 an den Holzschnitten von Tobias Stimmer. Züberleins acht Fresken behandeln je vier Themen der biblischen und römischen Geschichte. Allegorien der Klugheit und Gerechtigkeit sind jeweils über den Eingängen zu jeder Gerichtsstube angebracht. Die Gerechtigkeitsbilder sollten die „gerechten Richter“ und Ratsmitglieder auf ihre hohen Pflichten hinweisen und die Gemeinde repräsentieren. Zwei Jahre später wurde das Rathaus unter anderem mit einer neuen Bemalung der Hauptfassade und Giebelseite, sowie 1600 mit neuen Fassadenmalereien verschönert.

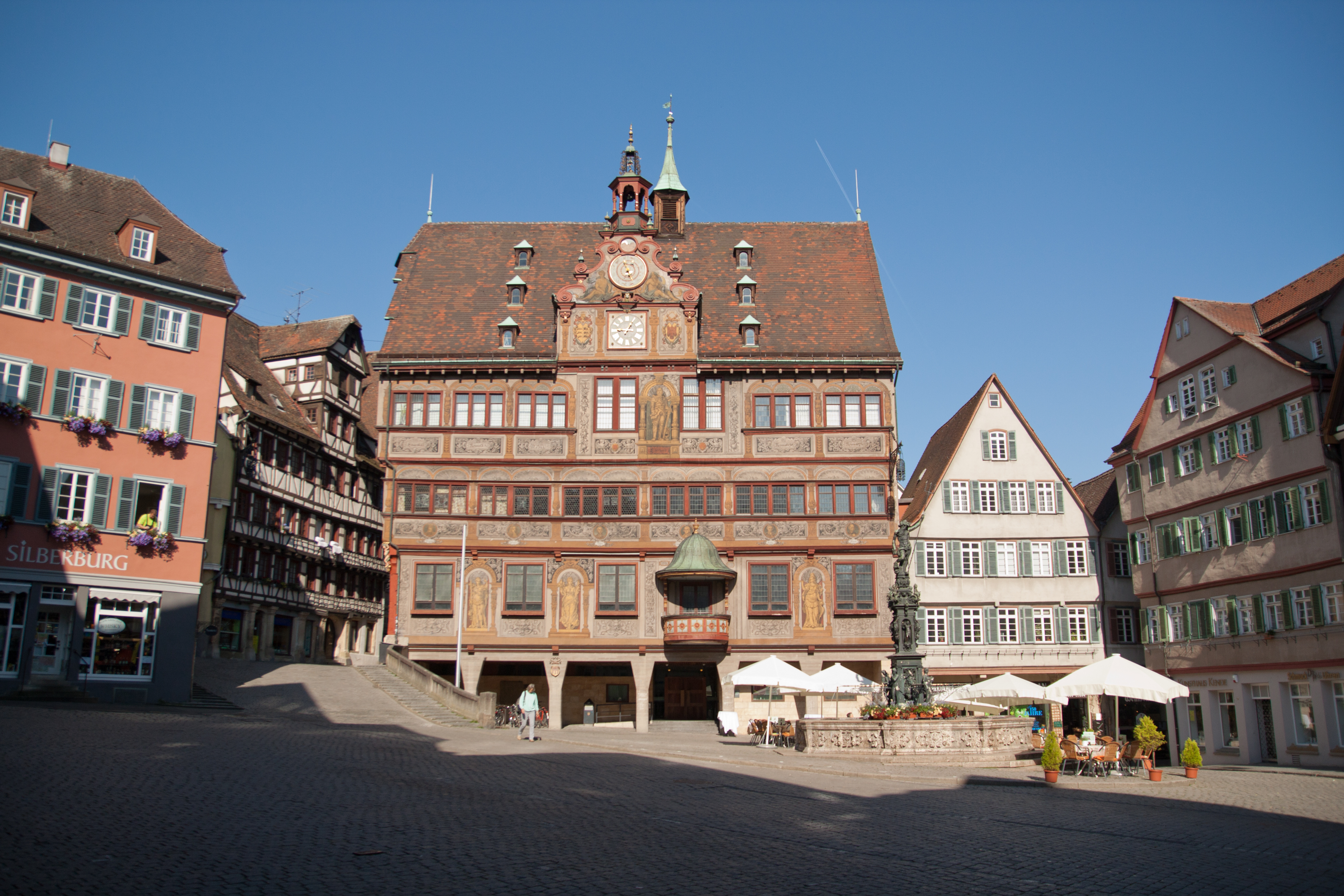
Hauptfassade des Rathauses (2012)

Auch erhielt das Rathaus 1876 auf der Hauptfassade eine Sgraffitomalerei von Ludwig Lesker nach den Entwürfen des Stuttgarter Hochschulprofessors Dollinger. Lesker erhielt den Auftrag „für die Fassung des Rathauses eine der Altertümlichkeit desselben entsprechende Skizze anzufertigen“, entwarf jedoch eine Bemalung im Stil der Neurenaissance der Gründerzeit. Auf der Fassade des Rathauses sind Allegorien der Gerechtigkeit, des Wohlstands und der Wissenschaft gemalt. Die Friese im ersten Stock zeigen historische Persönlichkeiten, wie den Tübinger Vogt Konrad Breuning (1430/40–1517), Johannes Osiander (1657–1724), Bürgermeister Heinrich Dann (1720–1790), Oberamtmann Johann Ludwig Huber (1723–1800), Johann Friedrich von Cotta (1764–1832) und Ludwig Uhland (1787–1862). Diese Bemalungen wurden von Walter Hammer in den Jahren 1967 bis 1969 restauriert und gesichert.
Die Decken in den Gerichtsstuben wurden mit Gebinden und Früchten des Landes sowie Rosen und Tulpen in lebhaften Farben bemalt. Der Türrahmen zum „Öhrn“ wurde mit Intarsienarbeiten versehen, die die Jahreszahl „MDXCVI“ (1596) zeigen. Diese Jahreszahl ist auch an der astronomischen Uhr zu finden. Die Sanierung von 2012 bis 2015 beließ verschiedene Teile des Rathauses in ihrem alten Zustand, um einen Teil der Geschichte des Gebäudes sichtbar werden zu lassen. Der wiederentdeckte Hofgerichtssaal erhielt eine neue Wandbemalung als Rekonstruktion der Fassung der 1920er Jahre.